# 道の駅海の京都 宮津
道の駅海の京都 宮津（みちのえき うみのきょうと みやづ）は、京都府宮津市字浜町にある国道176号の道の駅である。

## 概要
地場産品、名産品販売による交流人口増加、観光案内人の常駐により地域の観光情報の発信、まちなか観光をスムーズに行えるようにレンタサイクルの実施などを目的としている。

## 施設
- 駐車場
  - 普通車：48台
  - 大型車：7台
  - 障碍者用：6台
- トイレ
  - 男（小）3器、男（大）2器、女4器
  - 多目的トイレ 4器
- 公衆電話

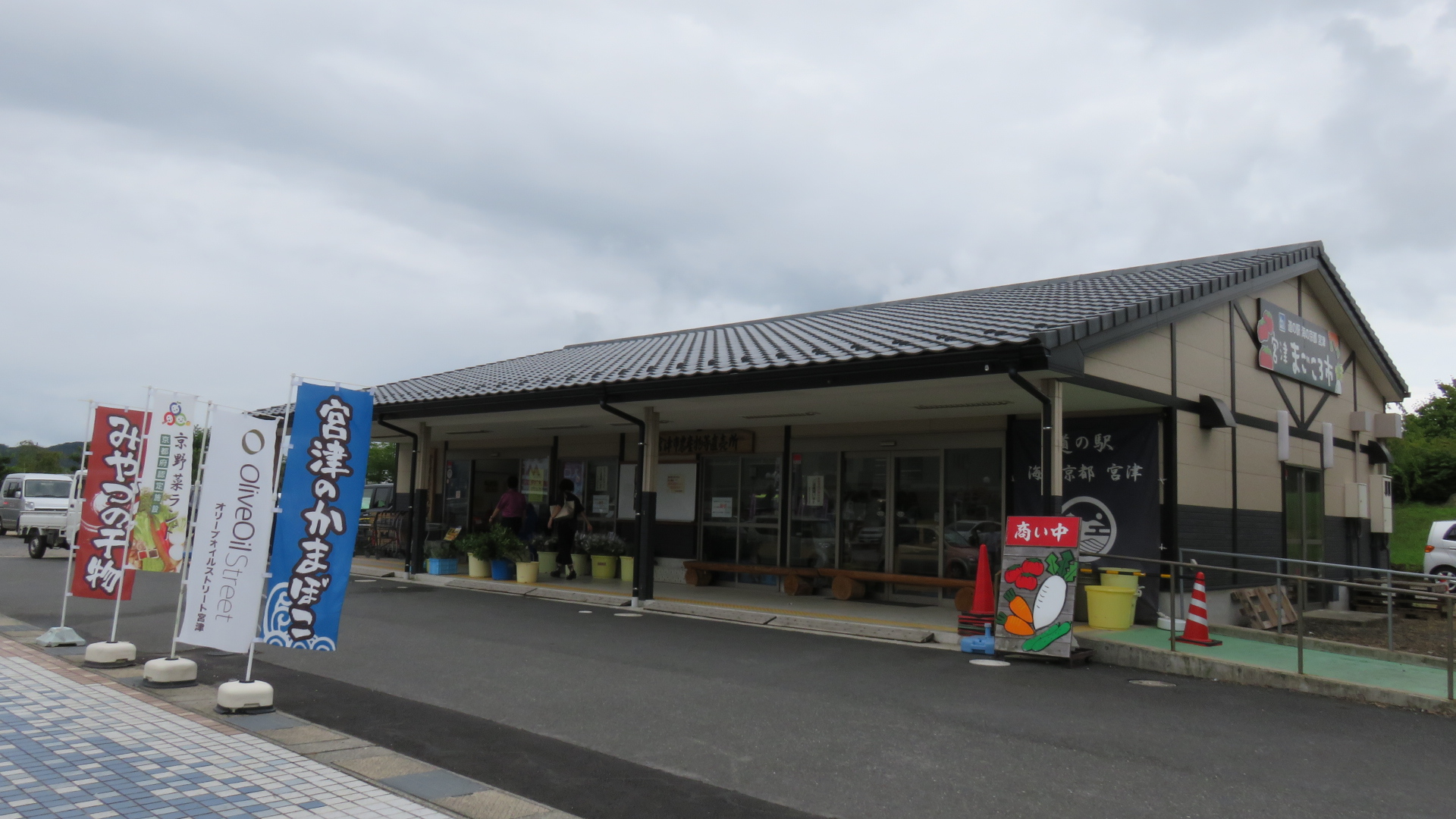
農産物直売所
「宮津まごころ市」

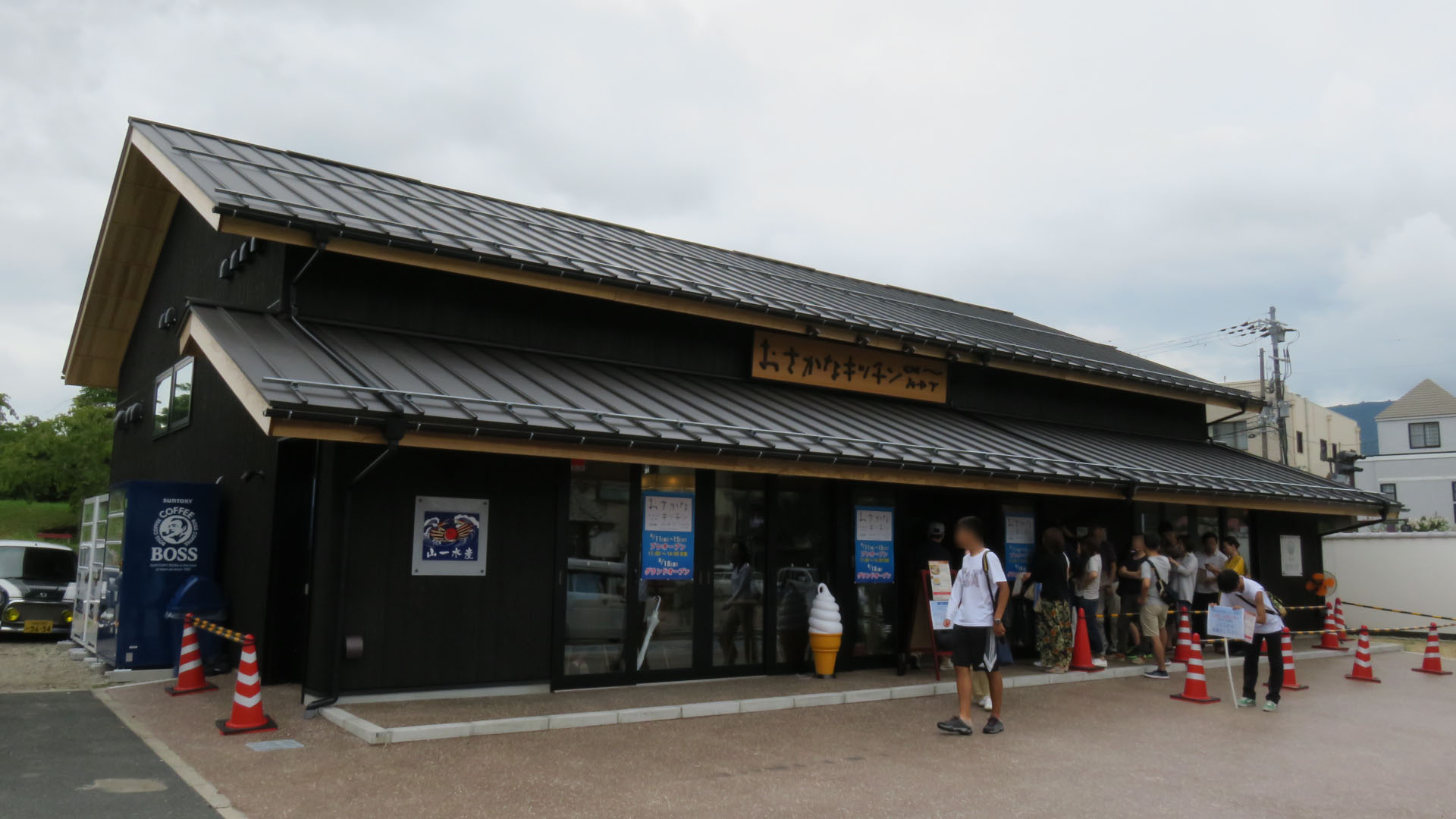
軽食、海産物販売所
「おさかなキッチンみやづ」

- 農産物直売所「宮津まごころ市」[3]（9:00 - 17:00、1・2月の平日は13:00まで）
- 軽食、海産物販売所「おさかなキッチンみやづ」
  - 軽食「HAMAKAZE Cafe」（10:00 - 23:00、火曜日のみ10:00 - 17:00）
  - 海産物販売「山一水産」（10:00 - 17:00、定休水曜日）
- 観光交流センター
- EV充電器
- 無線LAN

### 管理団体
- 設置者：宮津市
- 指定管理者：ハマカゼプロジェクト株式会社

## 休館日
- 案内所 - 年中無休
- 農産物直売所 - 年末年始

## アクセス
自動車
- 京都縦貫自動車道
  - 宮津天橋立ICより約2km。

鉄道・路線バス
- WILLER TRAINS（京都丹後鉄道）宮豊線・宮舞線宮津駅より徒歩約10分。または同駅より丹後海陸交通バスで「道の駅海の京都宮津」下車。

## 周辺
当道の駅の南側に、マリオット・インターナショナルと積水ハウスとの合弁事業によるホテル「フェアフィールド・バイ・マリオット・京都天橋立」が立地している（2020年12月15日開業、当初は京都宮津の名称を使用）。施設の詳細は、公式サイトを参照。
- 天橋立